# HomeBank
HomeBank est un logiciel de comptabilité personnelle qui fonctionne sous Linux, FreeBSD, Microsoft Windows et macOS. HomeBank est un logiciel libre publié sous la licence GPL. Il est développé en C et son interface graphique est écrite avec GTK. HomeBank est disponible dans les dépôts de nombreuses distributions comme Ubuntu, Debian, OpenSUSE, Fedora, Mandriva Linux, Gentoo Linux, Arch Linux et Foresight Linux .
Il se distingue de logiciels tels que GnuCash par sa grande simplicité. Il est suffisant pour la gestion de compte de la plupart des particuliers.

## Histoire
Le développement d'HomeBank a commencé en 1995 sur Amiga. La version stable 1.0 a été publiée en janvier 1998 sous la forme d'un partagiciel. En mai 2003, la version 3.0 a été publiée en tant que logiciel libre et une réécriture complète a été commencée en utilisant le langage C et la bibliothèque Gtk+. La version 3.2 a été publiée en septembre 2006 sur GNU/Linux. En août 2007, HomeBank est disponible sur Mac OS. En mai 2008, la version 3.8 a été publiée également sur Microsoft Windows.

## Fonctionnalités
- Import et export des fichiers QIF et CSV.
- Import des fichiers OFX.
- Découpe des transactions : répartir une transaction sur plusieurs catégories de dépense.
- Numérotation automatique des chèques.
- Planification de transaction : ajout de transactions pour une date donnée avec ou sans répétition.
- Gestion de plusieurs comptes : notamment transfert entre comptes.
- Gestion des types de compte : banque, espèce, biens, carte de crédit et dettes.
- Filtrage des transactions possible sur de nombreux critères (date, montant, type, etc).
- Complétion automatique des transactions à l'aide de critères sur le champ mémo.
- Génération de graphiques en camembert, en courbes, etc.
- Budgétisation des dépenses en fonction des catégories.
- Rapport de coût des véhicules : nombre de kilomètres, essence, assurance, etc.